# Naike Rivelli
Naike Rivelli (* 10. října 1974 v Mnichově) je italská herečka a modelka.
Naike Rivelli je dcerou herečky Ornelly Muti a španělského producenta Jose Luise Bermudeze de Castro. Studovala na mezinárodní škole pro divadlo a kinematografii v Římě. V roce 2002 hrála s Matthiasem Koeberlinem jako Šaron hlavní role ve filmu Záhada vyvoleného. V mnoha produkcích vystupovala společně se svojí matkou, přičemž hrála mladé ženy, které pak ve vyšším věku hrála její matka.
Jako modelka se účastnila na módních přehlídkách Alviera Martini, Christiana Dior, Cartieru a Emporia Armani. V květnu 2005 zdobila přední stranu německého Playboye.
V roce 2002 se provdala za Manoua Lubowského, kterého poznala při natáčení filmu The Jesus Video (Záhada vyvoleného). Jejich manželství trvalo šest let a skončilo rozvodem 29. července 2008. Přestože se narodila v Mnichově, německy hovoří pouze s obtížemi.

## Filmografie
- Die Reise des Capitan Fracassa (1990)
- Angelo nero (TV-Drama, 1997)
- Der Graf von Monte Christo (1997)
- Film (1998)
- The Unscarred (1999)
- Everybody Dies (2000)
- Antonia - Zwischen Liebe und Macht (2001)
- South Kensington (2001)
- Der Bestseller - Mord auf italienisch (2002)
- Záhada vyvoleného (2002)
- Espresso (2003)
- Le Clessidra (2005)